# 川上大輔 (俳優)
川上 大輔（かわかみ だいすけ、1941年12月6日 - ）は、日本の元俳優。東京都出身。

## 出演作品

### テレビドラマ
- これが青春だ（1966年、NTV） - 山崎英二
- 東芝日曜劇場 / 結婚（1968年、TBS）
- ナショナルゴールデン劇場 / 淵の底（1968年、NET）
- 夫よ男よ強くなれ 第15話「お願い男になって!」（1970年、NET）
- 特別機動捜査隊（NET）
  - 第458話「白い心の旅路」（1970年） - 塚口
  - 第461話「私の愛した女」（1970年） - 正男
  - 第559話「ある女の怪談」（1972年） - 布施
- 遠い愛の日々（1970年、NHK）
- 仮面ライダーシリーズ（1973年、MBS）
  - 仮面ライダー 第96話「本郷猛 サボテン怪人にされる!?」 - 鈴木英夫
  - 仮面ライダーV3 第17話「デビルスプレーの死神の武器」、第18話「悪魔の裏切り あやうしV3!」 - 佐々木
- ロボット刑事 第24話「バクライマン 焦熱作戦!!」（1973年、CX） - 岡
- ウルトラマンタロウ 第31話「あぶない! 嘘つき毒きのこ」（1973年、TBS） - 梶原先生 ※第32話に誤記
- 大江戸捜査網 第3シリーズ 第45話「消えた死美人」（1974年、12ch）
- 太陽にほえろ!（NTV）
  - 第162話「したたかな目撃者」（1975年）
  - 第180話「訣別」（1975年）
  - 第229話「結婚」（1976年）
- 秘密戦隊ゴレンジャー 第81話「黒い疑惑!! 殺人スパイの罠」（1977年、NET） - イーグル検察官
- 火曜サスペンス劇場 / 真夜中の向こう側（1984年、NTV）

### 映画
※いずれも東宝作品
- 春らんまん（1968年）[2] - 典二郎
- 年ごろ（1968年）[2] - 八木正明
- フレッシュマン若大将（1969年） - 北川[3]
- 恋にめざめる頃（1969年）[2] - 河島準一
- 続・社長学ABC（1970年）[2] - 社員A[3]